# Hemmo Muntingh
Hemmo Muntingh (Amsterdam, 30 dicembre 1938) è un politico olandese.
Esponente del Partito del Lavoro, ricoprì l'incarico di europarlamentare per tre legislature, venendo eletto al Parlamento europeo alle elezioni del 1979, del 1984 e del 1989.